# Stiven Mendoza
John Stiven Mendoza Valencia (ur. 27 czerwca 1992 w Palmirze) – kolumbijski piłkarz występujący na pozycji skrzydłowego lub napastnika, reprezentant Kolumbii, od 2024 roku zawodnik meksykańskiego Leónu.